# Halonectria milfordensis
Halonectria milfordensis — вид грибів, що належить до монотипового роду Halonectria.